# Échelle d'anxiété de Hamilton
L'échelle d'anxiété de Hamilton (en anglais : Hamilton Anxiety Rating Scale, abrégé HARS ou HAM-A) est un questionnaire à choix multiples que les cliniciens peuvent utiliser pour mesurer la sévérité de l'anxiété d'un patient.
Le questionnaire est constitué de 14 items visant à mesurer la sévérité de l'anxiété d'un patient. Chaque item porte le nom d'un groupe de symptôme (par exemple « humeur anxieuse » ou « peurs ») et comporte quelques exemples de manifestations de ces symptômes. Le clinicien (généralement un psychologue ou un psychiatre) est chargé de coter les items en interrogeant le patient et en observant son comportement au cours de l'entretien.
L'échelle, à l'origine, a été publiée par Max Hamilton (es) en 1959. Elle est considérée comme une évaluation clinique de la sévérité de l'anxiété et était initialement destinée aux individus étant déjà diagnostiqués avec un trouble anxieux. La traduction française de l'échelle a été réalisée par Pichot. L'échelle d'anxiété de Hamilton est largement utilisée par les cliniciens, mais également en recherche et dans les essais cliniques. Elle a été validée dans plusieurs langues, et diverses populations cliniques comme les patients atteints de la maladie de Parkinson. Il existe également une version informatisée de l'échelle.

## Structure
L'échelle est constituée de 14 items visant à mesurer la sévérité des symptômes anxieux d'un patient. Chacun des items porte le nom d'un groupe de symptômes à la suite duquel on retrouve une courte description de celui-ci. Cette description est constituée de plusieurs exemples de manifestations du symptôme et aide le clinicien à réaliser une évaluation appropriée. Les items peuvent être notés de 0 à 4, 0 étant l'absence du symptôme et 4 le maximum de sévérité du symptôme.
Une analyse factorielle a confirmé la présence d'un facteur anxiété et la différenciation entre aspects psychologiques et somatiques.
Cette échelle appartient au domaine public et est donc disponible librement pour utilisation en clinique. Ci-dessous, les 14 items et leur description tels que retrouvés dans l'échelle d'anxiété de Hamilton dans sa version française.
1. Humeur anxieuse : inquiétude, pessimisme, appréhension, irritabilité
2. Tensions : sensation de tension, fatigabilité, réactions de sursaut, tremblement, impatience [besoin de bouger], incapacité de se détendre
3. Craintes : de l'obscurité, des étrangers, d'être laissé seul, des animaux, des foules
4. Insomnie : difficulté de l'endormissement, fragilité du sommeil, réveils fréquents, sommeil non réparateur, fatigue au réveil, cauchemars
5. Dysfonction intellectuelle : difficultés de concentration, « mauvaise mémoire »
6. Humeur dépressive : manque d'intérêt, tristesse, réveil précoce, fluctuations diurnes de l'humeur
7. Symptômes musculaires : douleurs musculaires, courbatures, crispation, tension musculaire, grincements de dents, voix mal assurée
8. Symptômes sensoriels : bourdonnement d'oreille, vision embrouillée, sensation de chaleur et de froid, sensation de faiblesse, sensation de picotement, démangeaisons de la peau
9. Symptômes cardio-respiratoires : accélération du rythme cardiaque, palpitations, douleurs thoraciques, battements des vaisseaux
10. Symptômes respiratoires : sensation d'oppression, longs soupirs, sensation d'étouffement
11. Symptômes gastro-intestinaux : difficulté à avaler, boule œsophagienne, douleur abdominale, gargouillements, mauvaise digestion, brûlures d'estomac, nausées, constipation
12. Symptômes génito-urinaires : aménorrhée [absence de menstruation], menstruations abondantes, début de frigidité, miction impérieuse, mictions très fréquentes et peu abondantes, éjaculation précoce, perte de libido
13. Symptômes neuro-végétatifs : sécheresse de la bouche, bouffées de chaleur, pâleur, sudation fréquente, étourdissements, céphalée tensionnelle
14. Comportement au cours de l'entretien : agitation, tremblement des mains, visage crispé, soupirs, respiration rapide, mouvements subits et rapides, yeux agrandis

## Notation
La notation à l'échelle d'anxiété de Hamilton est conduite par le clinicien. L'administration de cette échelle dure en général de 10 à 15 minutes.
À la fin de l'évaluation, le clinicien calcule la somme des scores attribués à chaque item individuel et obtient un score composite d'anxiété pouvant aller de 0 à 56.
Plusieurs scores seuils sont utilisés en pratique clinique et en recherche. Des scores seuils optimaux ont été proposés:
- 0-7 : pas d'anxiété ou anxiété minimale
- 8-14 : anxiété légère
- 15-23 : anxiété modérée
- 24 et plus : anxiété sévère

## Critiques
De par sa nature d'hétéro évaluation, l'échelle est critiquée pour un manque de fiabilité inter-examinateurs. Un guide d'entretien structuré a été proposé en langue anglaise afin de compenser un manque d'instructions d'administration claires.
L'applicabilité de l'échelle serait limitée dans les études testant les effets anxiolytiques de certains traitements : la fiabilité et la validité concurrente de l'échelle seraient suffisantes, cependant la validité interne a été qualifiée d'insuffisante.